# Sperry Corporation
Sperry Corporation was een Amerikaans bedrijf dat in 1910 opgericht werd en vooral bekend is als de ontwikkelaar van de kunstmatige horizon en andere luchtvaartinstrumenten zoals automatische piloten, bommenrichters, analoge ballistische computers en gyro-richters. Na de Tweede Wereldoorlog breidde het bedrijf zijn activiteiten uit naar elektronica, zowel luchtvaartgerelateerd als later ook computers. In 1986 werd Sperry overgenomen door Burroughs Corporation en gingen beide bedrijven samen verder onder de nieuwe naam Unisys.

## Geschiedenis

### Sperry Gyroscope Company

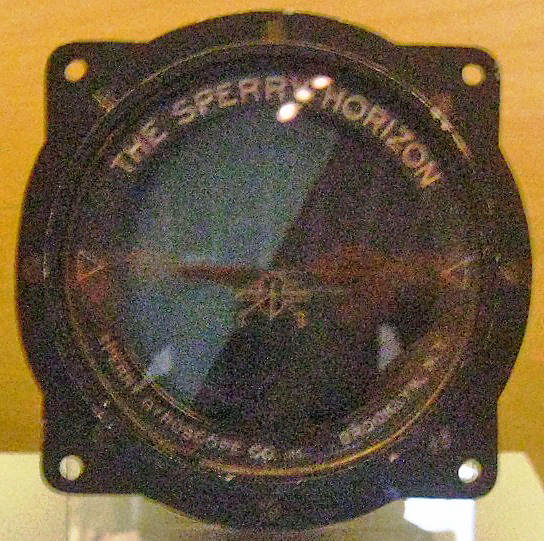
Kunstmatige horizon van Sperry Gyroscope Co.

Het bedrijf werd in 1910 opgericht als de Sperry Gyroscope Company door Elmer Ambrose Sperry voor de productie van nautische navigatieapparatuur zoals gyroscopen en gyrokompassen. Tijdens de Eerste Wereldoorlog breidde het bedrijf zijn activiteiten uit naar vliegtuigonderdelen, waaronder bommenrichters en geleidingssystemen. Tijdens de beginjaren waren Sperry en zijn gerelateerde bedrijven gevestigd op Long Island (New York).
In januari 1929 werd het bedrijf overgenomen door North American Aviation die het in New York opnieuw oprichtte als de Sperry Gyroscope Company, Inc. Het bedrijf werd in 1933 weer onafhankelijk toen het werd afgesplitst als een dochteronderneming van de nieuw gevormde Sperry Corporation. Het bedrijf maakte geavanceerde vliegtuignavigatieapparatuur, waaronder de Sperry Gyroscope en de Sperry Radio Direction Finder. Het bedrijf stapte ook over naar de hydrauliekindustrie toen het in 1937 Vickers, Inc. overnam.
Het bedrijf floreerde tijdens de Tweede Wereldoorlog en specialiseerde zich in hightech-apparaten zoals analoge computergestuurde bommenrichtkijkers, airborne radarsystemen en geautomatiseerde start- en landingssystemen. Sperry was ook de maker van de geschutskoepel die onder de Boeing B-17 Flying Fortress en de Consolidated B-24 Liberator gemonteerd was.
Na de oorlog breidde Sperry zijn activiteiten op het vlak van elektronica en computers uit en produceerde in 1953 de eerste digitale computer van het bedrijf, de SPEEDAC.
In de jaren 50 verhuisde een groot deel van Sperry Gyroscope naar Phoenix (Arizona) om er de Sperry Flight Systems Company te worden. Dit was vooral bedoeld om delen van de defensie-activiteiten te behouden in het geval van een nucleaire oorlog. De gyroscoopafdeling bleef tot in de jaren 80 gevestigd in New York.

### Sperry Rand

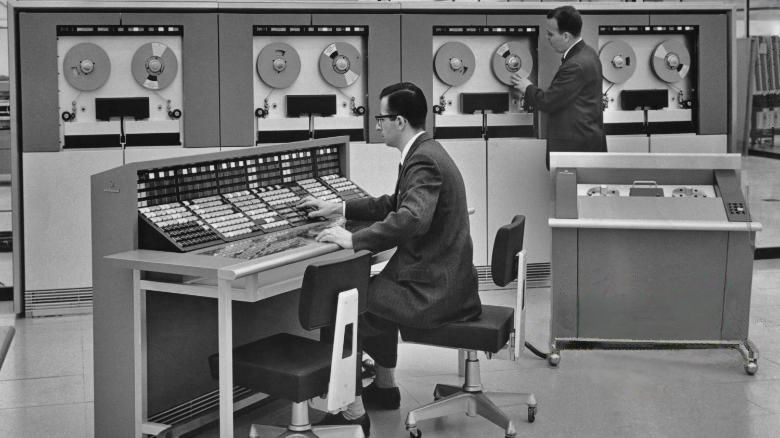
UNIVAC II (1958)

Logo van Sperry Rand

In 1955 nam Sperry Remington Rand over, hernoemde zichzelf tot Sperry Rand en bouwde de succesvolle UNIVAC-computerserie van Remington Rand verder uit. de UNIVAC-divisie behoorde tot een groep fabrikanten die in de jaren 60 en 70 met IBM concurreerden op de mainframemarkt onder de afkorting BUNCH (Burroughs, Univac, NCR, Control Data en Honeywell).

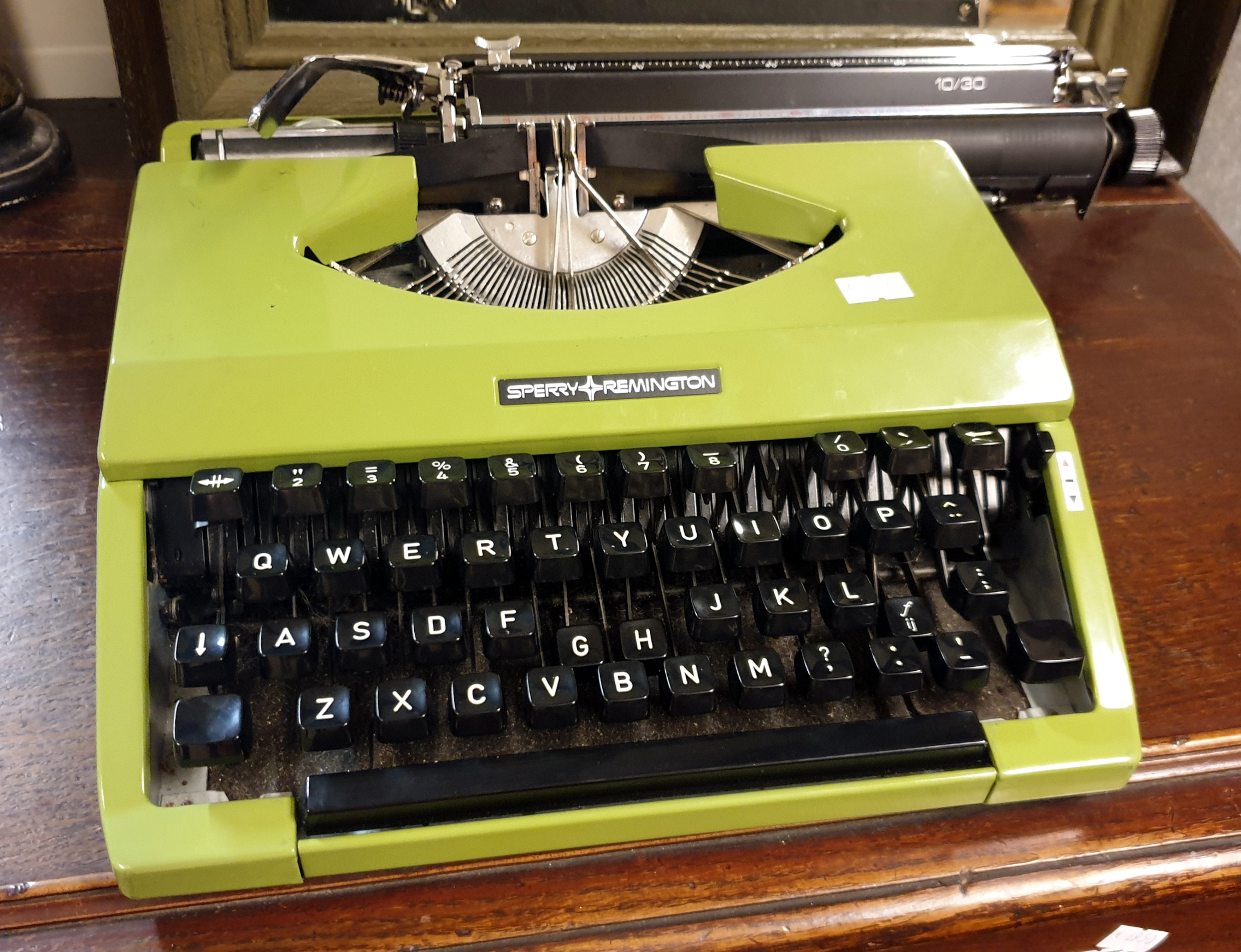
typemachine van Sperry Remington

In de jaren 70 was het bedrijf een traditioneel conglomeraat dat typemachines verkocht (Sperry Remington); kantoorapparatuur en elektronische digitale computers voor bedrijven en het leger (Sperry Univac); bouw- en landbouwapparatuur (Sperry New Holland); avionica zoals gyroscopen, radars en apparatuur voor luchtverkeersleiding (Sperry Vickers/Sperry Flight Systems); en consumentenproducten zoals elektrische scheerapparaten (Sperry Remington). Daarnaast voerde het bedrijf ook een aantal defensiecontracten uit van de Amerikaanse overheid.
In 1977 kocht Sperry Rand Varian Data Machines om voet aan de grond te krijgen op de markt van minicomputers. Varian werd omgedoopt tot Sperry UNIVAC Minicomputer Operation en werd een onderdeel van de Sperry UNIVAC-divisie.
In 1978 besloot Sperry Rand zich te concentreren op zijn computeractiviteiten en verkocht het Remington Rand Systems, Remington Rand Machines, de Ford Instrument Company, Sperry Aerospace en Sperry Vickers. Het woord ‘Rand’ werd in 1979 uit de naam geschrapt en vanaf dat moment heette het bedrijf weer de Sperry Corporation.

### Overname door Burroughs

Logo van Unisys (1986-2022)

Op 16 september 1986 hield Sperry op te bestaan na een langdurige vijandige overnamepoging door Burroughs Corporation. Na de fusie van beide bedrijven werd het nieuwe bedrijf omgedoopt tot Unisys Corporation, een samentrekking van "united", "information" en "systems", terwijl de naam ook verwees naar Sperry's bekende UNIVAC computermerk.
Bepaalde interne afdelingen van Sperry werden na de fusie verkocht: Sperry New Holland ging in 1986 naar Ford Motor Company, die in 1991 de Ford-New Holland-lijn verkocht aan Fiat. Sperry Marine werd in 1987 verkocht aan Tenneco en is momenteel onderdeel van Northrop Grumman. Sperry Aerospace Group werd verkocht aan Honeywell en Sperry Defense Products Group aan Loral. Sperry Gyroscope maakt nu deel uit van Lockheed Martin.

## Verwijzingen in populaire cultuur
- Rollerball (1975) – "Zero", de centrale supercomputer van de wereld die zich in Genève bevindt, is een Sperry UNIVAC 1108.[14]
- The Time Machine (1978) – Een Sperry UNIVAC 1100/40 wordt gebruikt om een nieuw raketsysteem te besturen dat een satelliet moet vernietigen voordat deze in Los Angeles neerstort.[15]
- Jumpin' Jack Flash (1986) – In de bank waar Teresa  Doolittle (Whoopi Goldberg) werkt worden veel Sperry-computers gebruikt. Jim Belushi speelt in de film de rol van een Sperry-"reparateur".